# Олимпиодор (историк)
Олимпиодор (греч. Ὀλύμπιόδωρος; ок. 380, Фивы, Египет — ок. 412—425) — грекоязычный историк начала V века н. э., автор фрагментарно сохранившегося сочинения.
Историческое сочинение Олимпиодора дошло до нашего времени только в виде выдержек, сделанных любителем книг патриархом Фотием в IX веке. По словам Фотия труд состоял из 22 книг (частей) и охватывал 407—425 гг., то есть эпоху начала падения Западной Римской империи. Как очевидец и один из участников событий Олимпиодор рассказал о вторжении вестготов Алариха в Италию, уходе их в Галлию и далее в Испанию, о других варварских нашествиях. Труд Олимпиодора, по-видимому, не был закончен, Фотий отзывается о нём достаточно критично:

«Писатель этот — фиванец, родом из египетских Фив; по занятию — сочинитель (как говорит он сам), по религии — эллин. Язык у него ясный, но невыразительный и лишенный силы, причём автор склонен к избитому просторечию. Писание его не заслуживает того, чтобы считаться сочинением. Он и сам, по-видимому, понимал это, так как настоятельно утверждал, что у него написано не сочинение, а лишь собран материал для сочинения: таким некрасивым и невидным казался ему стиль его прозы. Действительно, произведение ничем не украшено; состязаться с ним можно только в бесхитростности. Но, пожалуй, придётся отказать даже в ней: со своим низменным слогом автор просто впадает в простонародную речь. Этот материал для истории — так он сам называет его — он делит на книги и пытается украсить их предисловиями.»

Биография Олимпиодора известна только из его труда. Так как Фотий назвал его по религии эллином, то очевидны языческие убеждения историка. Урождённый в Фивах, он видимо находился на службе у императора Гонория, бывал в Риме и Равенне. В 412 году был послан послом к гуннскому королю Донату. Также он посетил Афины, где участвовал в делах Афинской школы философии. Вероятно в Афинах историк и поселился, так как свой труд он посвятил византийскому императору Феодосию Младшему. На Олимпиодора из Фив один раз сослался историк Зосима (V.27), хотя, по мнению исследователей, он широко использовал его труд, как и Созомен.

## Переводы
Русские переводы:
- Олимпиодор Фивянин. История // Византийские историки: Дексипп, Эвнапий, Олимпиодор, Малх, Петр Магистр, Менандр, Кандид Исавр, Ноннос и Феофан Византиец / Пер. Г. С. Дестуниса. — СПб., 1860.
  - переизд.: (Сер.: «Византийская историческая библиотека»). — Рязань: Александрия, 2003. — 432 стр. — С. 144—167.
- Олимпиодор Фиванский. История / Пер. и коммент. Е. Ч. Скржинской // Визант. временник. — 1956. — Т. 8. — С. 223—276.
  - переизд.: / Под ред. П. В. Шувалова. — СПб.: Алетейя, 1999. — 240 с. — (Визант. б-ка). — 1600 экз.